# Sonderführer

Sonderführer (en allemand : [ˈzɔndɐˌfyːʁɐ][ˈzɔndɐˌfyːʁɐ], litt. « guide spécial »), abrégé en Sdf ou Sf, était une fonction de spécialiste introduite dans la Wehrmacht en 1937, sous l'Allemagne nazie, en cas de mobilisation de l'armée allemande. Avec ce projet de Sonderführer, des compétences d'experts et de spécialistes civils pouvaient ainsi être exploitées à des fins militaires. Certaines missions pouvaient être ainsi remplies, depuis des grades d'officiers supérieurs jusqu'aux rangs des sous-officiers en passant par les officiers de grade subalternes. Une très large palette de fonctions, par exemple en langues étrangères, dans la propagande, dans les services médicaux ou vétérinaires pouvaient ainsi être occupée. En général, les hommes n'étaient pas formés en tant que soldats. Ils recevaient la solde correspondante au grade qu'ils tenaient, mais seulement en vertu de leur nomination à titre temporaire. En règle générale, les Sonderführer n'étaient pas autorisés à exécuter des pouvoirs de commandement ou disciplinaires, permis normalement par le grade. Cependant, cela changea au cours de la Seconde Guerre mondiale, en 1942.
Les Sonderführer ont été employés non seulement dans la Wehrmacht et la Waffen-SS, mais aussi dans d'autres organisations nazies comme dans l'organisation Todt, le Reichsarbeitsdienst (Service de travail du Reich), etc.
Dans l'argot des soldats, les Sonderführer ainsi que les fonctionnaires de la Wehrmacht et les aumôniers militaires étaient appelés « officiers à jauge étroite » (allemand : Schmalspuroffiziere).

## Catégories deSonderführer
Des conscrits ont été appelés comme Sonderführer dans presque toutes les branches de l'armée allemande (Heer, Luftwaffe et Kriegsmarine) ou dans les forces spéciales, équivalent aux désignations de personnels militaires dans la hiérarchie de la Wehrmacht.
- Affectation à des fonctions d'officiers dans la hiérarchie de la Heer (Armée de terre):
  - Sonderführer (B), l'équivalent pour les Major / Oberstleutnant (DE-3/-4),
  - Sonderführer (K), l'équivalent de Hauptmann ou Rittmeister (D-2),
  - Sonderführer (Z), l'équivalent de Leutnant / Oberleutnant (D-1) ou de Chef de peloton.
- Affectations à des fonctions de sous-officiers dans la hiérarchie de la Heer (Armée de terre):
  - Sonderführer (O), également Dolmetscher O (en français : Interprète O), ce qui équivaut à un Oberfeldwebel (7),
  - Sonderführer (G), équivalent à un Unteroffizier (OU-4).

Les Sonderführer ont principalement été déployés:
- comme interprètes ;
- dans l'ingénierie de la construction ;
- dans le domaine des finances publiques, et tâches administratives ;
- pour gérer les travaux scientifiques, par exemple, comme l'archéologie ou la fonction de conservateur, ou encore relancer la production pétrolière à Maikop dans le Caucase ;
- dans le domaine des sciences agricoles ;
- dans le transport ferroviaire principalement dans le domaine des voies ferrées à voie étroite ou Feldbahn (de).

S'il avait une expertise professionnelle comme photographe ou dessinateur, le conscrit pouvait être appelé comme Sonderführer pour les unités de propagande de la Wehrmacht.

## Position et statut
Les Sonderführer furent appelés au service de l'armée pour utiliser les compétences et l'expertise de spécialistes sur des postes et fonctions définies. Ce statut était limité dans le temps, et devenait révocable si un militaire, formé comme soldat, pouvait remplir cette fonction. Dans ce cas, le Sonderführer était réintégré dans le processus « régulier » de formation militaire. L'ancienne position liée à la fonction comme Sonderführer — qui incluait une « affectation » de service n'incluant pas un « grade » de service — était maintenue sans contrepartie.
Par un arrêté de 1942, les Sonderführer affectés comme officiers reçurent un entraînement militaire, afin de rejoindre le corps des officiers de réserve. En conséquence, les limitations pour l'exécution d'un commandement militaire et de pouvoirs disciplinaires furent levées.
Le statut juridique du Sonderführer était équivalent à celui d'un soldat dans le sens de législation nazie sur le service dans les forces armées. Par conséquent, son statut de combattant en découlait. Dans la législation sur les pensions de la République fédérale d'Allemagne, les Sonderführer sont explicitement équivalents aux soldats réguliers.
Les émigrants russes qui servaient d'interprètes dans la Wehrmacht ont souvent été assimilés comme Sonderführer.

Exemples de Sonderführer pendant la Seconde Guerre mondiale
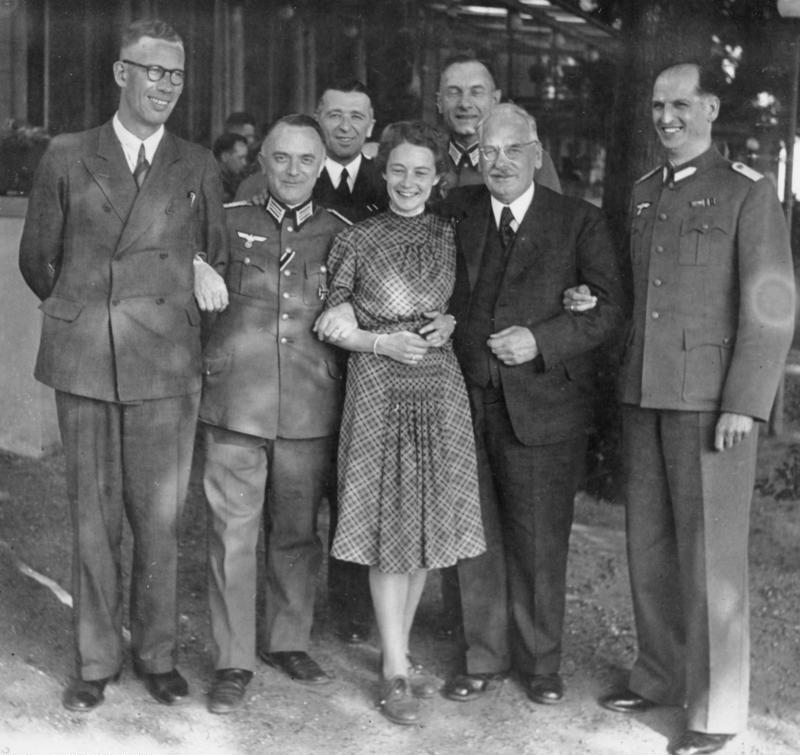
Le service radio de l'OKW en 1939 : à l'extrême droite, un Sonderführer.
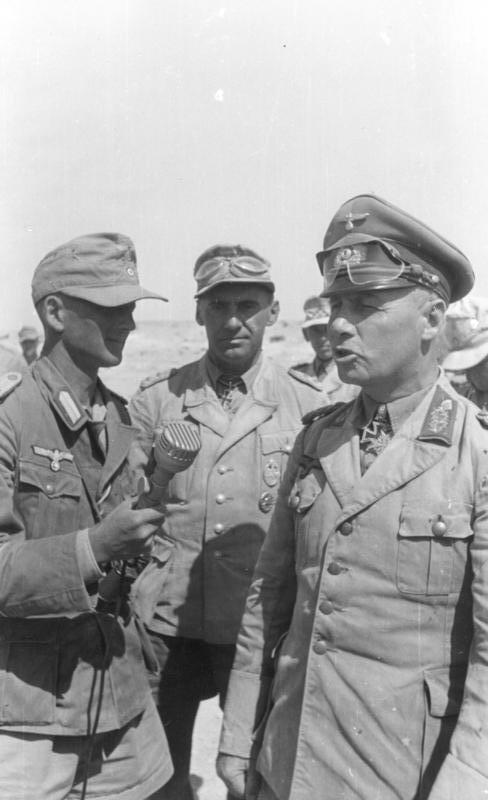
Rommel et Bayerlein, interviewés par un Sonderführer (à gauche).
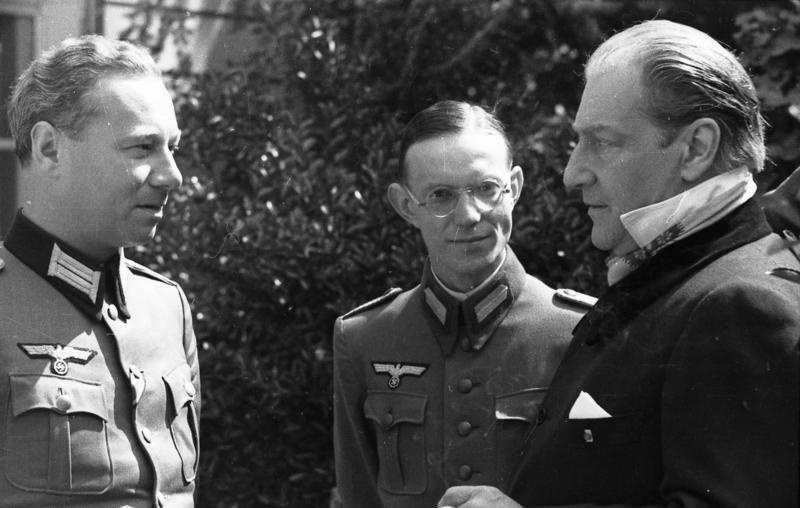
En France occupée, avec au centre un Sonderführer (O) servant comme interprète.

## QuelquesSonderführernotables
- Lothar-Günther Buchheim, peintre, photographe, écrivain, éditeur et collectionneur d'art, a été envoyé dans une compagnie de propagande de la Kriegsmarine comme Sonderführer correspondant de guerre. Il tirera de cette expérience personnelle le roman Das Boot.
- Hans von Dohnanyi, juriste, Sonderführer dans le personnel de l'amiral Wilhelm Canaris. Membre de la Résistance à Hitler, il fut déporté et exécuté en avril 1945.
- Hans Fallada, romancier, Sonderführer (B) dans la Reichsarbeitsdienst (service du travail du Reich), en France en 1943. Il vécut après la Seconde Guerre mondiale en zone d'occupation Soviétique, où il mourut en 1947.
- Joachim Fernau (de), SS-Sonderführer, affecté comme correspondant de guerre d'une unité de propagande ; après la Seconde Guerre mondiale, il fut l'auteur d'un livre de non-fiction à succès  (Deutschland, Deutschland über alles…) et peintre.
- Hans Bernd Gisevius, appelé auprès de l'amiral Wilhelm Canaris comme Sonderführer dans le personnel de la division Ausland/Abwehr de l'OKW, il prit part au complot du 20 juillet pour tuer Hitler ; il fut plus tard l'auteur du livre Bis zum bitteren Ende.
- Gerhard Heller, Sonderführer de la Propaganda-Staffel de Paris, responsable de la censure littéraire et de la fourniture en papier. Après la Seconde Guerre mondiale, il fut éditeur.
- Robert Pilchowski (de), expert en thé et en culture du caoutchouc, a servi comme Sonderführer pour l'agence Arbeitsgemeinschaft niederländisch-indischer Firmen (en français « Groupe de travail des entreprises néerlando-indiennes ») à Amsterdam ; Après la Seconde Guerre mondiale, il devint auteur.
- Fritz Piersig (de), Sonderführer (Z), en tant que musicologue, il fut responsable du contrôle de la musique en France à partir de 1940.
- Eberhard Taubert (de), collaborateur de haut rang du Ministère du Reich à l'Éducation du peuple et à la Propagande ; Sonderführer de la Propagande en Norvège occupée, il a écrit le scénario du film Le Juif éternel ; après la Seconde Guerre mondiale, il fut conseiller du ministre de la Défense Franz Josef Strauß.
- Wolfgang Willrich (de), comme Sonderführer, il fut un fanatique défenseur de l'expression artistique nazie.